# Blomberg (azienda)
Blomberg è un'azienda tedesca di elettrodomestici controllata del gruppo turco Arçelik.
Fondata nel 1883 ad Ahlen, in Renania Settentrionale-Vestfalia, come azienda metallurgica, nel 1949 mutò attività ed avviò la produzione delle lavatrici e in seguito di altri elettrodomestici come terzista.
Nel 1978 rilevò l'austriaca Elektra Bregenz, mentre nel 1981 il marchio Blomberg comparve sul mercato. Nel 1992 l'azienda passò al gruppo italiano El.Fi. Elettrofinanziaria S.p.A. della famiglia Nocivelli, produttore degli elettrodomestici OCEAN, che due anni dopo la affiliò alla sua controllata francese Brandt.
Nel 2002 la Blomberg-Werke GmbH viene rilevata dalla turca Arçelik. Con il passaggio ai turchi, la fabbrica di Ahlen diviene un centro di progettazione, mentre la produzione viene spostata in Turchia.
Divenuta Beko Germany, distribuisce elettrodomestici con i marchi Beko e Blomberg in Germania ed Europa.

## Collegamenti
- Sito ufficiale, su blomberg-deutschland.de.